# ГЕС Магуга
ГЕС Магуга — гідроелектростанція в Свазіленді. Станом на середину 2010-х років друга за потужністю електростанція країни (хоча й поступається ГЕС Езулвіні лише на 0,2 МВт).
У межах проекту річку Коматі (впадає в Індійський океан північніше від столиці Мозамбіку Мапуту) перекрили кам'яно-накидною греблею з глиняним ядром висотою 115 метрів, довжиною 750 метрів та товщиною по основі 400 метрів. Ця споруда потребувала 3 млн м3 матеріалу та утворила водосховище з площею поверхні 10,4 км2 та об'ємом 332 млн м3.
Будівництво греблі припало на період з 1996-го по 2003-й, а в 2004—2007 роках біля її підніжжя звели машинний зал ГЕС, обладнаний двома турбінами типу Френсіс потужністю по 9,9 МВт.
Можливо відзначити, що ГЕС Магуга повинна стати лише першою з чотирьох станцій запланованого на Коматі каскаду.